# Winklmoosalm (Schutzhütte)
Die Winklmoosalm ist eine Selbstversorgerhütte der Sektion Oberland des Deutschen Alpenvereins auf der Winklmoos-Alm, welche ausschließlich von Mitgliedern der Sektion München und der Sektion Oberland gebucht werden kann.

## Geschichte
Im August 1930 bekam die Sektion Oberland einen Hinweis, dass auf der Winklmoosalm bei Reit im Winkl ein Kaser zu verkaufen sei, der sich sehr gut für eine Skihütte eigne. Die Sektion hatte aber damals andere Verpflichtungen und konnte die Hütte nicht erwerben. Dafür sprangen drei Mitglieder ein, brachten den Kaufpreis auf und stellten die Hütte der Sektion zur Verfügung. In der Sommerhauptversammlung 1939 übernahm die Sektion die Hütte um genau den Kaufpreis, den die Erwerber für den Kauf und die Einrichtung der Hütte gehabt hatten. Im Jahr 1947 und 1948 wurde durch Einbau von vier Räumen, Vergrößerung des Aufenthaltsraumes, Anlage einer Treppe zum Matratzenraum und Beschaffung von Einrichtungsgegenständen sowie elektrisches Licht eine erhebliche Verbesserung der beliebten Hütte erreicht. 1959 wurde in den Räumen eine elektrische Heizung mit Automaten zum Einwurf der Gebühr eingerichtet.

## Zustieg
- Die Hütte ist mit dem Auto oder der Bergbahn direkt anfahrbar.
- Aufstieg zur Hütte vom Parkplatz Seegatterl an der Gondeltalstation, Gehzeit 2 Std.[3]

## Nachbarhütten
- Straubinger Haus, 4,0 Std.
- Winklmooshütte, 10 Min.

## Karten
- Alpenvereinskarte BY18 Chiemgauer Alpen Mitte (1:25.000)[4]